# 唐山路矿学堂
唐山路矿学堂，初名唐山铁路学堂，前身是1900年停办的山海关北洋铁路官学堂，1905年复办，初名唐山铁路学堂，是清末设立的一所培养铁路与矿业技术人才的专业学校，是海峡两岸各所交通大学的前身之一。

## 历史

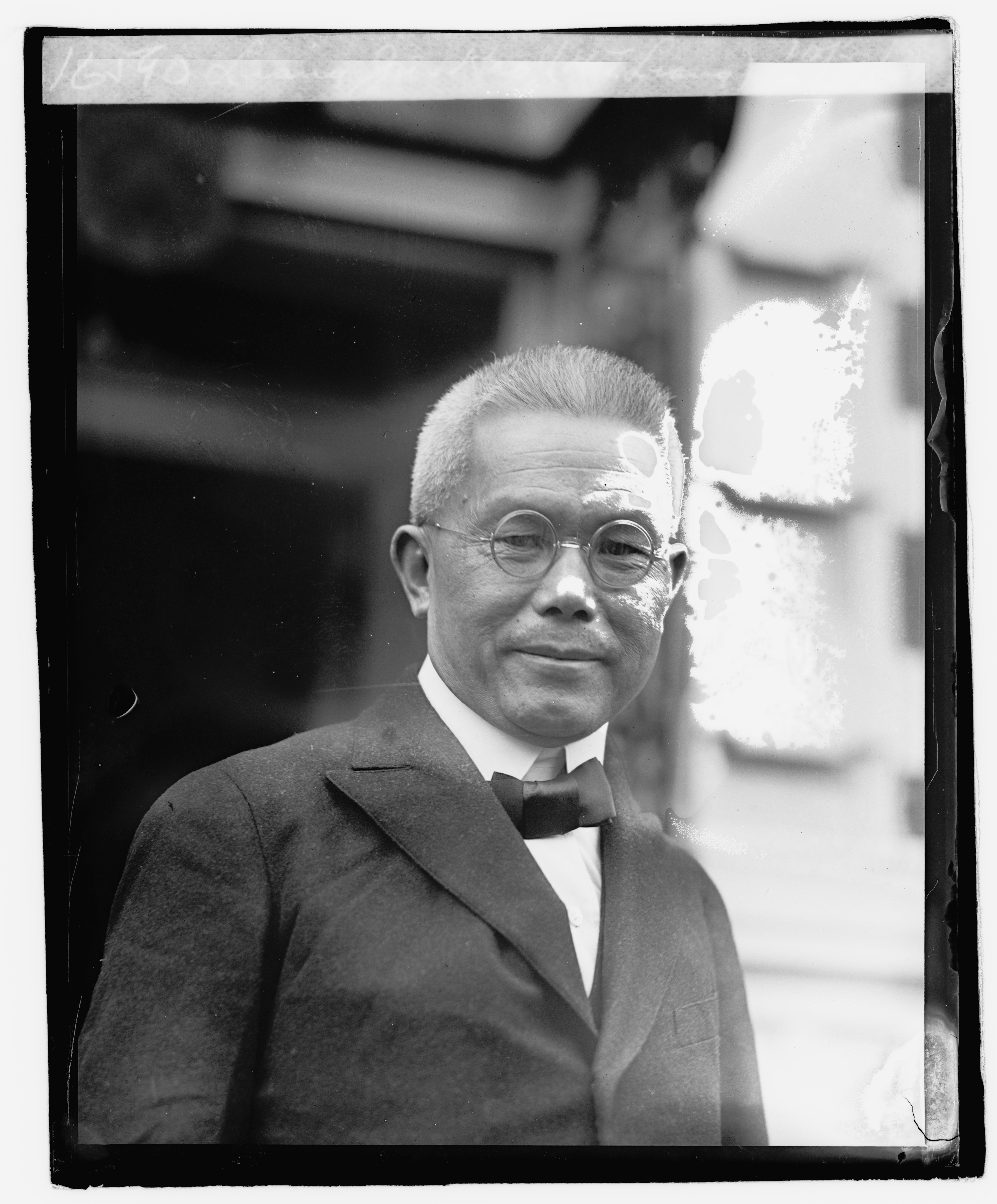
学堂总办监督梁如浩

1900年6月，义和团运动爆发，俄军借道新建的营口至山海关铁路入侵，占据山海关北洋铁路官学堂校舍，学生被迫提前放假。同年9月30日，山海关炮台被英军攻占，校舍遭受破坏，山海关铁路学堂被迫停办并解散。
1905年5月7日，清政府决定继续开办铁路学堂，延续山海关北洋铁路官学堂的办学章程，请回原山海关铁路学堂总教习，并将原设于山海关的铁路学堂迁往河北唐山。同年10月15日，学堂在唐山火车站以西正式建校，占地192.58亩，定名为“唐山铁路学堂”。
1906年3月27日，北洋铁路局与开平矿务局订立合同，除原有铁路工程科（“路科”）外，学堂增设矿业工程科（“矿科”），并更名为“唐山路矿学堂”。
1907年2月，唐山建校后首次开课。1911年7月，唐山建校后的首届学生28人毕业，惯称为“1911届”，被视为该校在唐山的第一届毕业生。
1912年1月19日，学堂改隶交通部，校名更为“唐山铁路学校”。1914年8月，学校再次更名为“唐山工业专门学校”。
1920年12月15日，国务会议决定将唐山工业专门学校与北京邮电学校、北京铁路管理学校、上海工业专门学校合并，成立交通大学。